# Frakciona N fazno zatvorena petlja
Frakciona N arhitektura omogućava frekvencijsku rezoluciju koja predstavlja dio referentne frekvencije Fr. Glavni motiv korišćenja frakcione N arhitekture je da se unaprijedi karakteristika faznog šuma; kako bilo, povećanjem Fr postoji mogućnost poboljšanja brzine odabiranja isto kao i povećanja propusnog opsega petlje. Izlazna frekvencija i frakcionom N dizajnu je data kao , gdje je F frakciona rezolucija uređaja u odnosu na referentnu frekvenciju. Na primjer, ako zahtijevamo 30kHz odvajanje kanala i imamo frakcionu rezoluciju 16, Fr može da bude 480 KHz i N je redukovano faktorom 16.
Redukovanje N implicira teorijsko smanjenje od 20log(16) = 24dB u performansama faznog šuma. Za 900  dizajn, totalni odnos podjele N, biće reda 1800 prije nego 30.000 za cjelobrojnu N arhitekturu. Koncept frakcionog N prije će biti postignut generisanjem djelioca koji je razlomak nego cjelobrojnog. Ovo će biti učinjeno dinamičnom promjenom djelioca u petlji, između vrijednosti N i N+1 na takav način da prosječna podjela postane razlomak N+K/F. Ako izvan F ciklusa, podijelimo sa N+1 K puta i sa N F-K puta tada će prosječna podjela da bude N+K/F. Princip razlomka je dakle rezultat prosjeka i ne postoji uređaj koji može da dijeli razlomkom.

## Funkcionalni opis
Frakciona N arhitektura je veoma slična sa N puta umnožavačem učestanosti, sa dodatkom akumulatora. Akumulator je jednostavna mašina stanja koja mijenja vrijednost glavnog djelioca (između N i N+1) tokom zatvorenog uslova. Akomulator varira broj podjela između N i N+1 dinamički na taj način da omogući prosječan odnos dijeljenja koji je frakcioni broj između N i N+1. Ova funkcija omogućava generisanje prosječne podjele koja je broj u obliku razlomka.
Na primjer, ako je N = 2000 i Fr = 0,48Mhz izlazna frekvencija omogućava .
U cilju postizanja 30 kHz rezolucije (generisanje 960,03 MHz na primjer) akumulator mora dinamički da promijeni N sa 2000 na 2001 jednom na scakih 16 referentnih ciklusa. Tako će podjela da bude postavljena na 2000 za 15 ciklusa Fr-a i postavljena na 2001 za jedan ciklus Fr-a. Dakle, prosječna podjela će biti 2000+1/16
(15•2000+1•2001)/16 = 2000+1/16. Ovdje je F = 16 i K = 1.
Do sada, frakcioni djelilac je kreiran. Međutim, N+K/F odnos je napravljen na grub način. To će prouzrokovati lažne (parazitne) signale na izlazu. Kolo kompenzatora lažnih signala je dodato da smanji takve signale praktično na minimum.

## Dinamika djelitelja
U integer-N PLL, odnos dijeljenja N je fiksni. Tokom svakog perioda referentnog ciklusa, 1/Fr sekundi, frekvencija VCO je podijeljena sa N. U frakcionom N, prosječna podjela N+K/F je postignuta dinamičnom promjenom dijeljenja na taj način da u F referentnih ciklusa, K puta djelilac je N+1 više nego N. Prema tome, preko F referentnih ciklusa; ukupna podjela je N*=K(N+1)+(K-F)N i prosječna N*/F=N+K/F. Zbog toga što ne postoji uređaj koji može da dijeli razlomkom, tako da je vrijednost frakcionog djelitelja postignuta metodom prosjeka.
Elementi frakcone N PLL (dualni moduli, brojači M, A) već postoje u integer-N ali trebaju da se implementiraju i prošire. Za razliku od njega, ovdje moramo da dodamo mehanizam koji dinamički promijeni vrijednost A brojača. To je zato što s vremena na vrijeme, K puta u F ciklusa, vrijednost A se poveća za 1, N se takođe poveća za 1 [primijetimo da je . Ovu funkciju će obaviti frakcioni akumulator.

## Frakcioni akumulator
Svaki frakcioni N PLL sadrži blok strujnih kola koja se odnose na frakcioni akumulator. Ovaj akumulator omogućava da IC dinamički promijeni N vrijednost djeljenika tokom zatvorenog stanja PLL. Vrijeme akumulatora je klokovano VCO signalom (posle dijeljenja sa N). Svaki put kada akumulator prekorači vrijednost, carry out ide sa LOW na HIGH i brojaču N je komandovano da se inkrementira na N+1. U sistemskom smislu, K je programabilna veličina koja je jednaka broju dijeljenja uređaja sa N+1 u punom ciklusu frakcionog djelitelja i F je vrijednost koja određuje broj referentnih ciklusa koji su u svakom punom ciklusu frakcionog dijeljenja. U stvarnosti, F predstavlja veličinu brojača u akumulatoru (na primjer F=16 znači da je brojač četvorobitni i broji od 0000 do 1111) i K je vrijednost koja je dodata ovom brojaču na kraju svakog referentnog ciklusa.
Generalno, kada zadamo akumulatoru vrijednost K, prosječna podjela je:
Kada vrijednost na izlazu akumulatora nije 0, to znači da se pojavila fazna greška između reference (Fr) i povratne sprege Fvco/N*, Fazna greška povećava proporcionalnost sa vrijednošću akumulatora sve dok ne dođe do prekoračenja i glavni djelilac se poveća za 1.
Primijetimo dva važna principa: prvo, želimo da povećamo VCO nosilac za K*2π svaka F ciklusa od Fr. Akumulator obavlja ovu funkciju. Drugo, akumulator je digitalni integrator. Preko F ciklusa, on će da akumulira vrijednost K*F i zbog toga da generiše tačno K prenosne vrijednosti.
Rezultat inkrementiranja (sa jedinicom) vrijednosti N djelitelja za jedan referentni ciklus je da čitav ciklus VCO (2π) bude `progutan` i fazna greška između Fr i Fvco/N je smanjena za 2π. Akumulator obezbjeđuje da je ova fazna greška nikad preko 2π. Posle `gutanja` fazna greška nastavlja da se akumulira. Aktualna trenutna fazna greška između Fr i Fvco/N* može se izračunati na kraju svakog referentnog ciklusa koristeći sljedeću jednačinu:
Fazna Greška (radijani) = (2π/F)*vrijednost akumulatora 2π
Kraj punog ciklusa frakcionog ciklusa dijeljenja javlja se kada je vrijednost carry over jednaka nuli. Zbog toga je period frakcionog ciklusa svakih (Fr/F) Hz.

## Lažni signali i kompenzacija
Lažni signali su generisani akumulatorom. Bez filtra unutar petlje (beskonačan propusni opseg) parazitni signali se mogu matematički aproksimirati tako da je frakcioni parazitni signal za oko 7 dB veći od signala nosioca. Ovaj šum je mnogo veći nego u cjelobrojnom N uređaju.
Ako je frakciona rezolucija (Fr/F) relativno velika u poređenju sa propusnim opsegom petlje, lažne komponente signala se mogu lako filtrirati filtrom propusnikom niskih učestanosti ili notch filtrom. Međutim, u generalnom slučaju bežične komunikacije (10 kHz do 200 kHz prostora između kanala) tradicionalno filtriranje petljom ne može biti dovoljno. Srećom, frakcione parazitne komponente mogu biti smanjene i do 40dB kroz kompenzatorska kola.
Postoje različiti načini implementacije kompenzatorskih kola. Tipičnom implementacijom, akumulator može da uzme bilo koju proizvoljnu vrijednost između 1 i 16. Njegov carry out je povezan sa glavnim djeliteljem preko sabirača da amogući promjenu u totalnom odnosu dijeljenja svaki put kada fazna greška dostigne 2π. Biti koje sadrži akumulator su povezani preko digitalno-analognog konvertora (DAC), u frakcionom kompenzatorskom bloku, sa izlazom detektora faze. Ako je savršeno kompenzovano, struja iz DAC će savršeno da interpolira povećanja faze svakih 1/Fr vremenskih intervala. U stvarnosti, poništavanje je ograničeno na sveobuhvatnu preciznost, stabilnost, starenje i temperaturne varijacije analognih djelova koji kontrolišu mehanizam. Najbolji slučaj redukcije lažnih signala je obično nikad bolji od –40dBC (u poređenju sa totalnom snagom signala). Filtar u petlji (niskopropusni) će dodatno da oslabi nivo parazitnih signala na otprilike -70 dBC.

## Prednosti i ograničenja
Frakciona N arhitektura predstavlja donekle jednostavan ali značajan evolutivni napredak arhitekture fazno zatvorene petlje (PLL) i nema nikakvih ključnih nedostataka. Dodatna kompleksnost je umjerena, tako da ima minimalan uticaj na napajanje i cijenu a efekat kompenzatorskog kola na šum faznog detektora je minimalan.
Novi frakcioni N čipovi na tržištu su proizvod najnaprednije IC tehnologije miješanih signala. Ograničenja u parazitnim odn. lažnim signalima su uglavnom zbog preciznosti analognog kompenzatorskog kola i njegove stabilnosti u vremenu, procesu i temperaturnim promjenama. Međutim, tehnologija već omogućava potiskivanje parazitnih signala na nivou 30 do 40 dB. Takav mehanizam je otvorena petlja i ne sadrži neraskidivu korekciju. Prema tome, proizvođači omogućuju programabilnu kompenzaciju, CN, da bi omogućili optimalnu kontrolu nivoa lažnih signala u bilo kojoj datoj primjeni i pojačanju petlje. Pošto je čitavo kolo u jednom kalupu, temperaturne promjene utiču na sva unutrašnja kola istovremeno tako da je temperaturna stabilnost poboljšana.
Generalne prednosti frakcionog N su smanjenje odnosa podjele, smanjenje faznog šuma i poboljšanje dinamike povećanjem referentne frekvencije. Postoji mogućnost da se poboljša brzina odabiranja zbog brže frekvencije faznog detektora i šireg propusnog opsega petlje.
Kada koristimo frakcioni N, tokom povećanja Fr takođe povećavamo 1/F šum generisan PFD. Zbog toga, ne pojačavamo teorijskih 20log(F) u redukciji šuma. Tipično pojačanje je otprilike pola toga 10log(F), koje je veoma značajno. Frakciona kompenzacija, postajući analogni proces otvorene petlje, postigla je značajne performanse i ne bi se trebala smatrati ograničenjem (kao što je bila u prošlosti). Mogućnost da koristimo više referentne frekvencije otvara tehnologiju primjenama koje nisu bile ranije moguće i omogućuje visoku frekvencijsku rezoluciju koja je ranije zahtijevala dizajn sa više petlji.

## Literatura
- Bagarić, I. (1996). Metrologija električnih veličina. Beograd.
- S. Sedra, Adel; Kenneth C. Smith (2004). Microelectronic circuits.
- Stanković, S.; R. Laković (1999). Elektronika.
- Živković, D.; Popović M. (1992). Impulsna i digitalna elektronika. Beograd.
- Banerjee, Dean (2006), PLL Performance, Simulation and Design Handbook (4th изд.), National Semiconductor, Архивирано из оригинала 21. 11. 2008. г., Приступљено 22. 7. 2012. (PDF version).
- Best, R. E. (2003). Phase-locked Loops: Design, Simulation and Applications. McGraw-Hill. ISBN 978-0-07-141201-8.
- de Bellescize, Henri (jun 1932), „La réception Synchrone”, L'Onde Electrique, 11: 230—240
- Dorf, Richard C. (1993), The Electrical Engineering Handbook, Boca Raton: CRC Press, ISBN 978-0-8493-0185-8
- Egan, William F. (1998), Phase-Lock Basics, John Wiley & Sons. (provides useful Matlab scripts for simulation)
- Egan, William F. (2000), Frequency Synthesis by Phase Lock (2nd изд.), John Wiley and Sons. (provides useful Matlab scripts for simulation)
- Gardner, Floyd M. (2005), Phaselock Techniques (3rd изд.), Wiley-Interscience, ISBN 978-0-471-43063-6
- Klapper, J.; Frankle, J. T. (1972), Phase-Locked and Frequency-Feedback Systems, Academic Press. (FM Demodulation)
- Kundert, Ken (avgust 2006), Predicting the Phase Noise and Jitter of PLL-Based Frequency Synthesizers (PDF) (4g изд.), Designer's Guide Consulting, Inc.
- Liu, Mingliang (21. 2. 2006), Build a 1.5-V 2.4-GHz CMOS PLL, Wireless Net Design Line, Архивирано из оригинала 01. 07. 2010. г.. An article on designing a standard PLL IC for Bluetooth applications.
- Wolaver, Dan H. (1991). Phase-Locked Loop Circuit Design. Prentice Hall. ISBN 978-0-13-662743-2.
- Signal processing and system aspects of all-digital phase-locked loops (ADPLLs), Архивирано из оригинала 28. 11. 2012. г., Приступљено 22. 7. 2012
- Phase-Locked Loop Tutorial, PLL, Архивирано из оригинала 4. 1. 2012. г., Приступљено 22. 7. 2012